# Zabarje (rejon dokszycki)
Zabarje (biał. Забар’е; ros. Заборье, Zaborje) – wieś na Białorusi, w obwodzie witebskim, w rejonie dokszyckim, w sielsowiecie Biarozki. W 2009 roku liczyła 18 mieszkańców.